# Corynabutilon viride
Corynabutilon viride là một loài thực vật có hoa trong họ Cẩm quỳ. Loài này được (Phil.) A.Martic. mô tả khoa học đầu tiên năm 2001.